# Omaloplia nigromarginata
Omaloplia nigromarginata är en skalbaggsart som beskrevs av Herbst 1786. Enligt Catalogue of Life ingår Omaloplia nigromarginata i släktet Omaloplia och familjen Melolonthidae, men enligt Dyntaxa är tillhörigheten istället släktet Omaloplia och familjen bladhorningar. Arten har ej påträffats i Sverige. Inga underarter finns listade i Catalogue of Life.